# Arabatská kosa

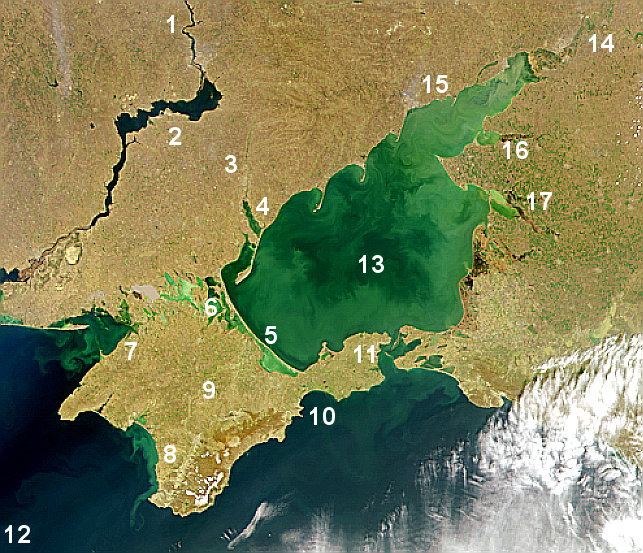
Arabatská kosa je označena číslem 5 na satelitní fotografii okolí Azovského moře

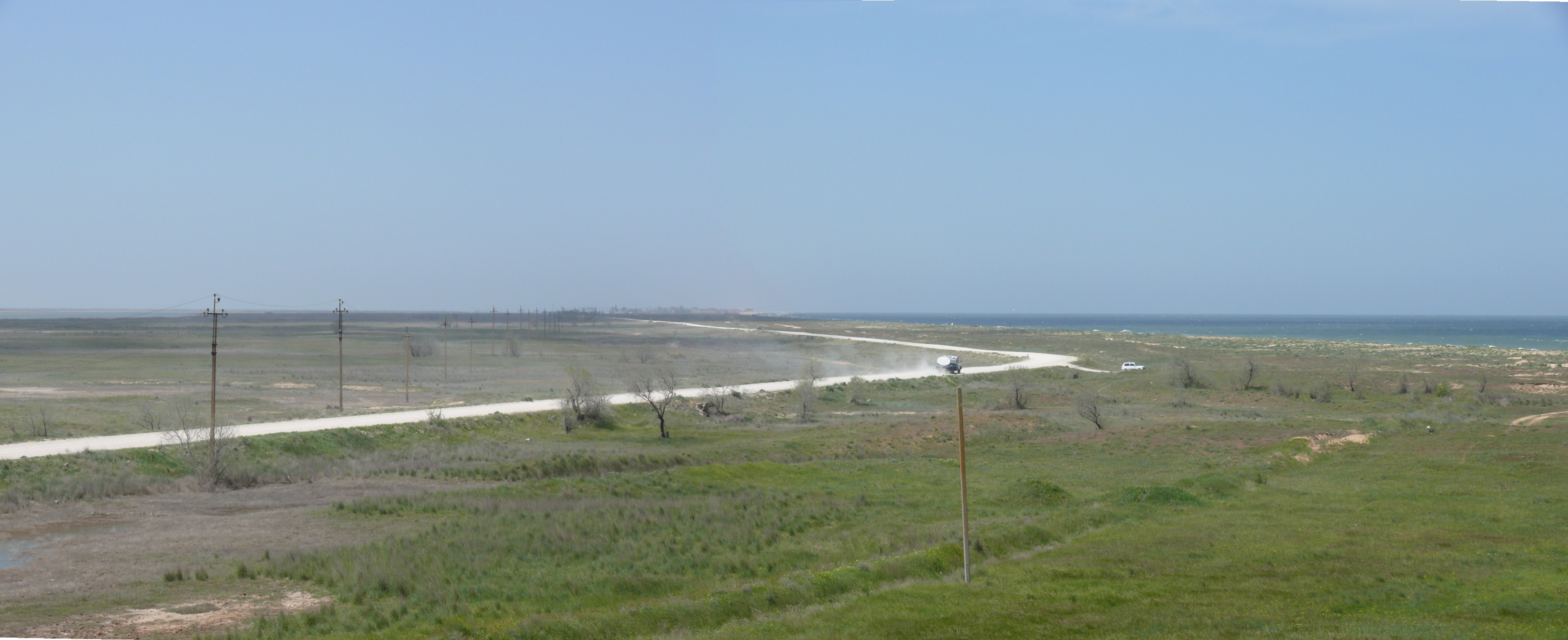
Krajina v jižní části kosy

Arabatská kosa (ukrajinsky Арабатська стрілка – Arabatska strilka, rusky Арабатская стрелка – Arabatskaja strelka, krymskou tatarštinou Arabat beli) je kosa oddělující prosolený systém mělkých lagun zvaný Syvaš od zbytku Azovského moře. Táhne se od jihu od severovýchodního pobřeží Krymu na sever k městu Heničesk, od kterého je ovšem oddělena úzkým Heničeským průlivem spojujícím Syvaš s Azovským mořem. Celá přitom náleží k Ukrajině: jižní část ke Krymské autonomní republice a severní část k Chersonské oblasti. Její moderní využití je převážně rekreační a v roce 2001 na ní žilo zhruba 3,6 tisíce obyvatel.
Celková délka Arabatské kosy je 112 kilometrů, šířka se pohybuje mezi 270 metry a 8 kilometry. Celková plocha kosy je 395 čtverečních kilometrů a průměrná šířka je zhruba 3,5 kilometru. Dvě širší místa o šířce 7–8 kilometrů leží ve vzdálenosti 7,5 a 32 kilometrů od severního konce kosy, v těchto místech je kosa mírně kopcovitá a pokrytá hnědým jílem. Zbytek kosy je spíše písčitý. Rostou zde například trnka, kostřava, kavyl, tamaryšek, šípky a lékořice.

## Dějiny
Kosa vznikla usazováním zhruba ve dvanáctém století našeho letopočtu. V roce 1835 na ní byla postavena silnice s poštovními stanicemi zhruba po 25 až 30 kilometrech, v devatenáctém století zde byla vesnice Arabat, zhruba 25 usedlostí a tři vojenské posádky. Civilní obyvatelstvo v počtu zhruba 235 lidí se živilo převážně rybařením, zemědělstvím a těžbou soli. Ta byla v té době typická pro celou oblast Syvaše a v rámci Arabatské kosy bylo ročně vytěženo zhruba 24 tisíc tun soli.

### Pevnost
V nejjižnější části kosy se nacházejí zbytky pevnosti Arabat, kterou postavili v 17. století Turci k obraně Krymu a podle které získala kosa své jméno. Po dobytí Krymu Ruskem ztratila část svého významu, pustla, nicméně byla znovu použita Rusy v Krymské válce v letech 1853 až 1856. Pak opět pustla, ovšem byla místem prudkých bojů v ruské občanské válce v roce 1920 i ve druhé světové válce v letech 1941 až 1944.
V roce 1968 zde byly natáčeny některé scény filmu Sloužili dva kamarádi.